# Saved by Magic
Saved by Magic is het eerste album van de band Brant Bjork and the Bros en tevens het vijfde solo-album van Brant Bjork. Het is tevens een dubbel album.

## Tracklist
Cd 1
| nr. | titel                    | duur |
| --- | ------------------------ | ---- |
| 1   | Magic vs. Technology     | 2:03 |
| 2   | Get Into It              | 5:47 |
| 3   | Kiss Away                | 5:34 |
| 4   | '73                      | 3:50 |
| 5   | Lil' Bro                 | 3:15 |
| 6   | Moda                     | 5:19 |
| 7   | Dr. Aura                 | 3:08 |
| 8   | Gonna Make the Pony Trot | 3:40 |
| 9   | Sweet Maria's Dreams     | 4:48 |
| 10  | Inside of You            | 3:24 |

Cd 2
| nr. | titel                    | duur  |
| --- | ------------------------ | ----- |
| 1   | Freak Levels             | 6:17  |
| 2   | Let the Truth Be Known   | 2:23  |
| 3   | Dylan's Fantasy          | 2:31  |
| 4   | Messengers               | 4:50  |
| 5   | Paradise on Earth        | 5:30  |
| 6   | Cool Abdul               | 4:50  |
| 7   | Avenida de la Revolución | 4:41  |
| 8   | Sunshine of Your Love    | 6:33  |
| 9   | Arcade Eyes              | 10:09 |

- Het nummer Sunshine of Your Love is een cover van de band Cream.
- Een aantal nummer zijn te horen in de film Sabbia door Kate McCabe.
- In het nummer Lil' Bro wordt gerefereerd aan de punkband Bad Religion.
- In het nummer Dr. Aura wordt gerefereerd aan de band The Grateful Dead.
- Mario Lalli speelt gitaar op Sweet Maria's Dreams en Avenida De La Revolución

## Bandleden
- Brant Bjork - zang, gitaar
- Scott Cortez - gitaar
- Dylan Roche - basgitaar
- Michael Peffer - drum